# 蘆薈

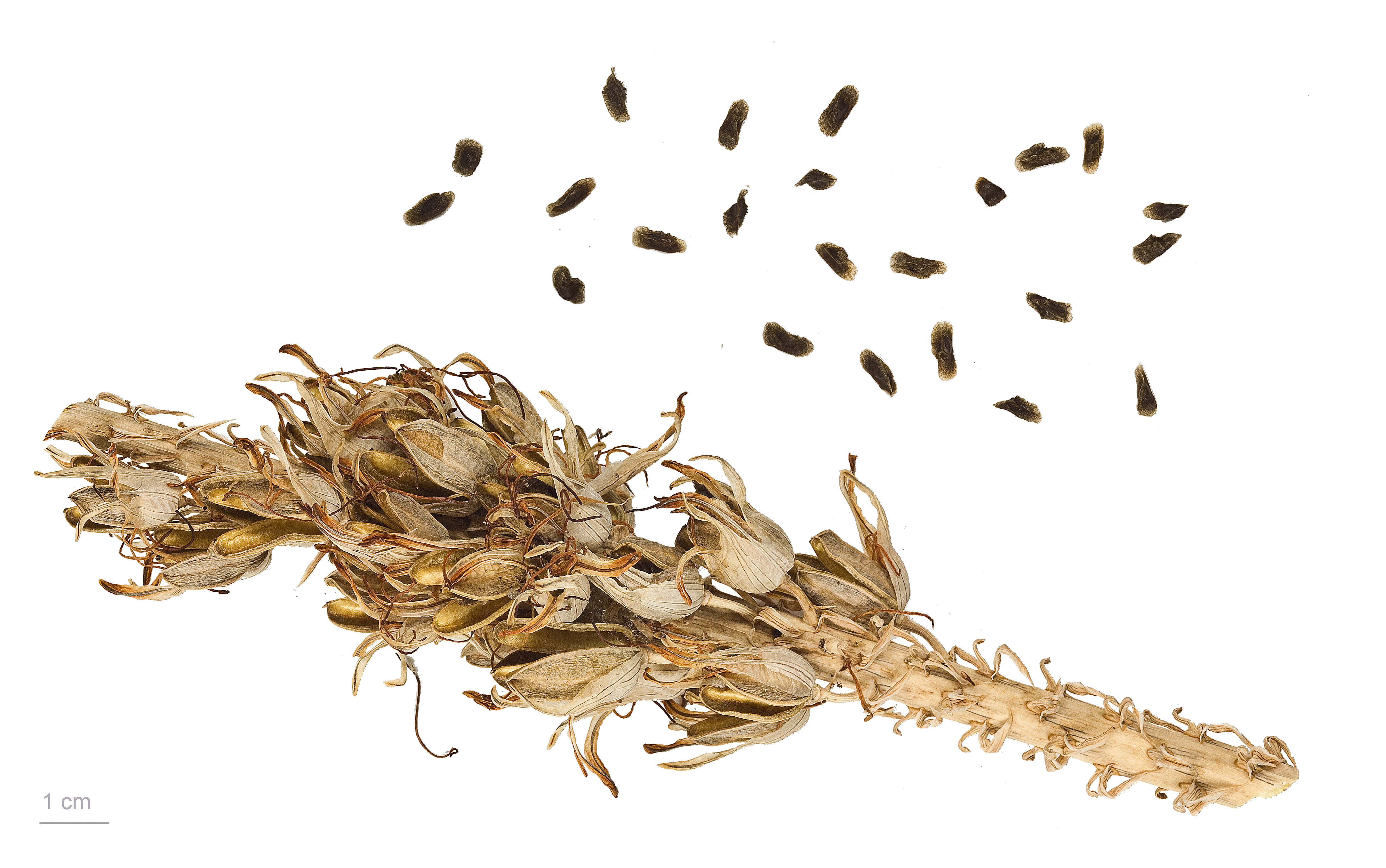
蘆薈 - 土魯斯博物館

蘆薈是蘆薈屬下的一種多肉植物。又名真蘆薈、翠葉蘆薈、庫拉索蘆薈或美國蘆薈，蘆薈屬廣泛分布於全世界的熱帶及亞熱帶，包含高海拔、海岸、沙漠、草原等地區。能於花圃或盆栽內種植。蘆薈的妝用及藥用價值存在爭議，但仍出現於許多消費產品。
蘆薈為無莖或短莖多肉植物，株高約60-100公分，但根據品種的不同還是有蠻大的差距，像是高蘆薈、非洲蘆薈等等會高達20米，有的則較短小只有10釐米，像是珍珠蘆薈。藉由無性生殖的分生散播。葉片厚而豐滿，呈綠色至灰綠色，一些變種的上部或下部莖幹表面有白斑。葉緣為白色細小鋸齒。夏天會在高及90公分的穗上開花，花朵下垂，有長2-3公分的黃色管狀花冠。如同蘆薈屬其他物種，蘆薈與叢枝菌根共生幫助吸收土壤內的礦物養分。
蘆薈葉片中含有研究生物活性中的植物化學物質，例如乙醯化甘露聚醣、多聚甘露糖、蒽醌甙、蒽酮及其他蒽醌類例如大黃素和多種凝集素。
蘆薈乙醯化甘露聚醣可用於潤膚露、化妝品、藥膏和凝膠中，治療輕微燒傷、皮膚擦傷、昆蟲叮咬和風吹日曬。
口服蘆薈萃取物可能會引起急性腹痛和痙攣，如果長期服用，也可能引發肝炎。懷孕期間不宜使用。有些人將蘆薈用於皮膚時會產生過敏反應。

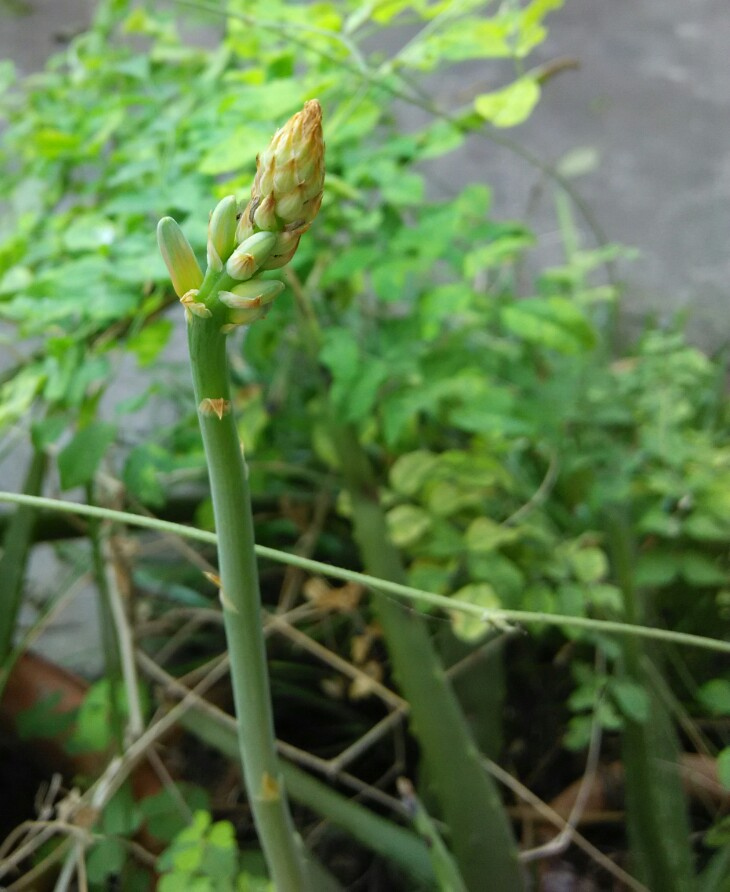
蘆薈花苞，於加爾各答

## 分類和命名

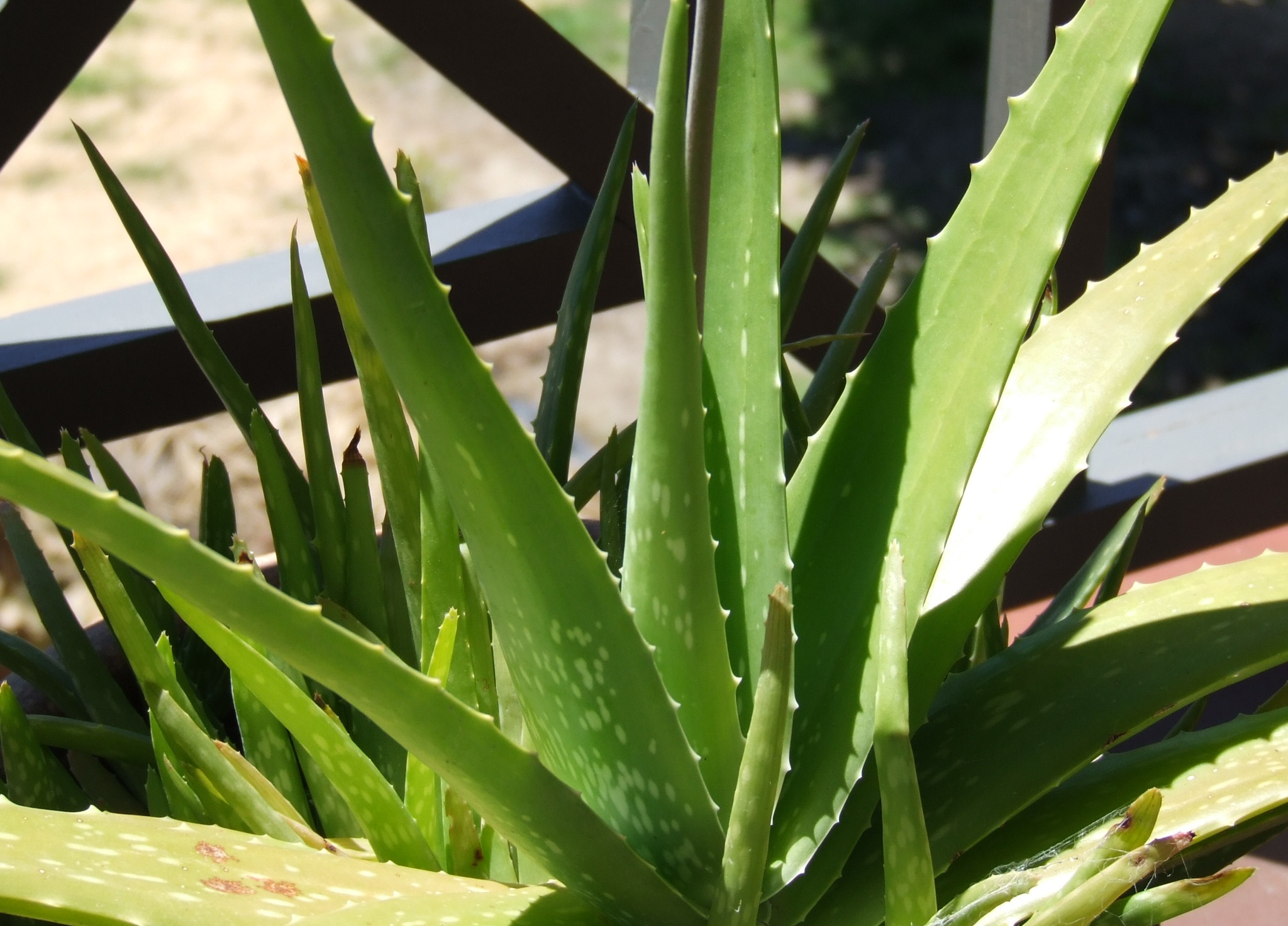
有斑點的蘆薈(Aloe vera)有時被視為變種：中國蘆薈(Aloe vera var. chinensis)

蘆薈的俗稱包含中國蘆薈、印度蘆薈、真蘆薈、巴貝多蘆薈等等，其種小名vera意思為「真」或「真正」。有些文獻將有白點型態的蘆薈Aloe vera鑑定為其變種中國蘆薈Aloe vera var. chinensis。然而從葉片的斑點來看種類會有廣泛變異，因此有人提出斑點型態的蘆薈應與Aloe massawana同種。此物種最初由卡爾·林奈於1753年描述為Aloe perfoliata var. vera，並在1768年由尼可拉斯·勞倫斯·伯曼於4月6日在Flora Indica一書中重新描述為Aloe vera。菲利普·米勒亦在晚伯曼數十天後於Gardener's Dictionary書中描述其為Aloe barbadensis。
DNA比對認為蘆薈與葉門特有的索科特拉蘆薈較為接近，從葉綠體的DNA序列比對以及微衛星剖析亦顯示與A. forbesii、A. inermis、A. scobinifolia、A. sinkatana和線條蘆薈（A. striata）有緊密關係。除了南非種的線條蘆薈，上述蘆薈屬物種皆原產於索科特拉島、索馬利亞及蘇丹 。蘆薈缺乏明顯的自然群落以致部分學者認為可能是混種起源。
蘆薈已廣泛培育在世界各處因而天然分布不詳。其歸化植株現蹤阿拉伯半島的南半部，跨越北非（摩洛哥、茅利塔尼亞、埃及）以及蘇丹和其鄰國，直至加那利群島、維德角和馬德拉島。這種分布與甜胶大戟、Pistacia atlantica等其他物種有幾分相似，推測曾有大面積覆蓋的乾燥硬葉林因為撒哈拉的沙漠化而劇減，留下獨立的植被區。許多關係緊密甚或相同的物種可見於撒哈拉的兩端：龍血樹屬和蓮花掌屬便是兩個代表性例子。
蘆薈於17世紀引入中國和南歐各地。物種已廣泛歸化至各地包含溫帶或熱帶地區的澳大利亞、巴貝多、貝里斯、庫拉索、奈及利亞、墨西哥和美國的州如佛羅里達、亞利桑那和德克薩斯，其實際的物種分布已建議採用人類培育後的結果。

## 種植

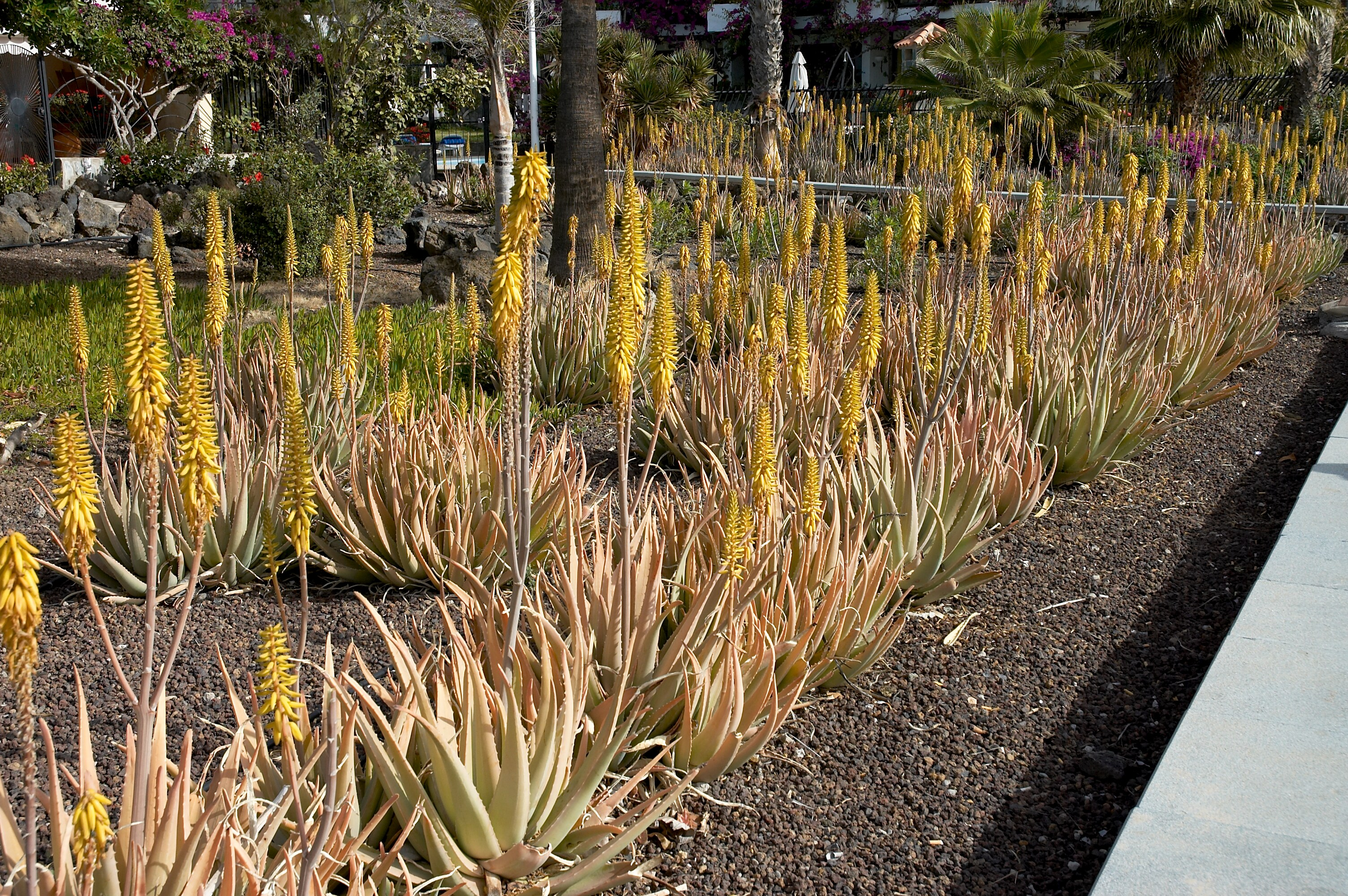
蘆薈作為園藝植物

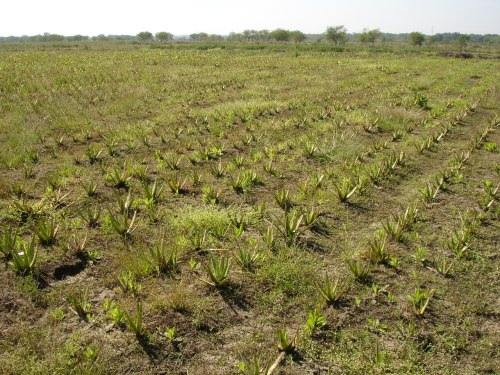
恰蒂斯加爾邦的藥園

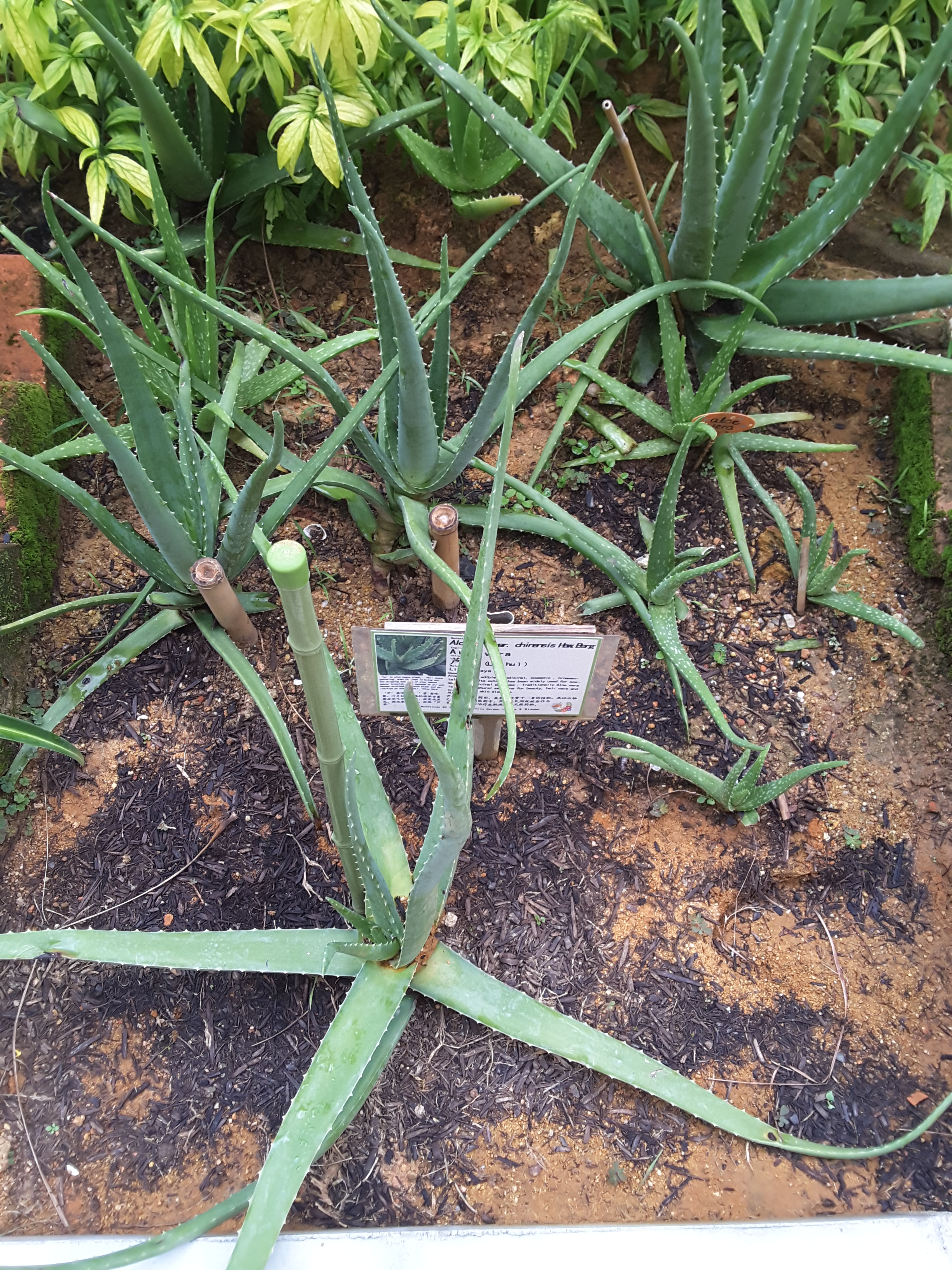
種植於新加坡的蘆薈

蘆薈已廣泛種植為觀賞植物，因其普遍被視為藥用植物和有趣的植物型態而流行於現代園藝中。肉質讓他們有能力存活在缺乏自然降雨的地區，成為假山和低用水花園的理想植物。蘆薈的抗寒帶介於8-11，不耐重霜和雪 。相對耐蟲害，但葉蟎科、粉介殼蟲、介殼蟲和蚜蟲等物種有可能造成植株的健康衰退。
種植於盆栽內需要在排水良好、砂質盆栽土壤和明亮日照的環境。蘆薈屬植物仍會因過多日照而焦褐或因排水不良枯萎，考量到排水性建議使用品質良好的增殖混合土或仙人掌和多肉植物混合土商品，陶瓦製的花盆也因多孔隙而受青睞。
盆栽需要完全乾涸後再澆水，花盆會因為蘆薈母植株旁生幼株變得擁擠，應當分株重新栽種以利生長也幫助避免病蟲害散播。冬天期間蘆薈可能進入休眠，此時需要少量濕氣。有降霜雪的區域最好將植株放置室內或溫室。蘆薈被許多國家以大規模農業生產來供應蘆薈凝膠給化粧品工業，如澳大利亞、孟加拉、古巴、多明尼加、中國、墨西哥、印度、牙買加、肯亞、坦尚尼亞、南非以及美國等。
蘆薈名列英國皇家園藝學會的園藝榮譽獎。

## 用途
蘆薈的萃取物廣泛用於化妝品及替代醫學，有鑑於妝用和療效的科學證據有限甚至經常相互牴觸，化妝品及替代醫學產業轉而主張其舒緩、保濕、癒合等效用，然而相關的用途研究並無明確支持其有效性及安全性。美國加州65號議案的指南中，口服未脫色的蘆薈葉片萃取物已被美國加州環境健康風險評估辦事處連同金印草標示為“已知能造成癌症或生殖毒性的化學品”。
雖然蘆薈種類可細分為200多種，但目前被發現具有醫療價值且經衛生署核定可去皮食用的只有六種，包括非洲蘆薈(Aloe africana)、木立蘆薈(Aloe arborescens)、芒蘆薈(Aloe ferox Mill)、好望角 蘆薈(Aloe perryi)、女王錦蘆薈(Aloe spicata)、翠葉蘆薈（Aloe barbadensis)，而當中具有藥有價值的蘆薈品種主要有：洋蘆薈 (又名巴貝多蘆薈或翠葉蘆薈 Aloe Barbadensis/Aloe Vera)庫拉索蘆薈(分布於非洲北部、西印度群島)，好望角蘆薈(分布於非洲南部)，元江蘆薈等。

### 研究
兩則2009年臨床研究的回顧判定沒有完善證據能得出強力的結論，但說明：“有初步的證據顯示口服蘆薈可能降低糖尿病患者的血糖和高血脂患者的血脂，局部外用應無法防止輻射導致的皮膚損傷，而癒合傷口的相關證據則存在矛盾。需要更多和更好的詳細資料使這項熱門草藥的臨床效用更加精確。”其中一則評論指出沒有證據顯示蘆薈屬植物能夠預防曬傷。一則2007年關於蘆薈燒燙傷應用的回顧指出「累積的證據傾向支持蘆薈用於一至二度灼傷時能有效參與癒合，需要進一步設計良好的測試取得充分資料確定其產品效用。」蘆薈的局部應用也可能對生殖器疱疹和乾癬有效。 一則2014年科克倫資料庫中的回顧指出沒有有力證據支持蘆薈在治療或預防靜脈注射造成的靜脈炎上的局部效用。
蘆薈凝膠在商業上用於優格、飲品以及甜點。然而到達一定劑量無論口服或局部外用都可能有嚴重毒性。蘆薈的乳膠亦同，過去曾用於青光眼和多發性硬化症等病症直到美國食品藥品監督管理局要求製造商停止使用。

### 膳食補給
蘆薈苷是蘆薈屬植物的滲出液，在美國曾是非處方瀉藥產品的常見成分，直到2002年才因製造公司無法提供必要的安全性資料遭美國食品藥品監督管理局禁止。蘆薈有潛在毒性，攝取或外用達一定劑量有副作用，去除蘆薈苷後毒性可能降低。
"蘆薈"汁市面上宣稱能幫助消化系統健康，但這說法既沒有科學證據，也沒有監管部門的批准。。其抽取物和這類典型用途的毒性作用顯示具劑量依賴性。

### 傳統藥用
蘆薈傳統用於多種皮膚治療。在阿育吠陀中同龍舌蘭屬的萃取物稱為kathalai :196、117頁。蘆薈早期的用法紀錄始於西元前16世紀的埃伯斯莎草紙:18頁，以及西元一世紀中期迪奧科里斯的藥物論和老普林尼的博物志:20頁，西元512年的維也納迪奧科里斯中也有記載:9頁。廣泛為各地的傳統藥草醫學所用。

### 商品
蘆薈用在面紙上宣稱能保濕和減少刺激防止鼻子皮膚發炎。化妝品公司通常添加蘆薈的汁液或衍生物到產品中如化妝品、紙巾、保濕劑、肥皂、防曬乳、刮鬍泡或洗髮精等等，一則學術文獻的回顧指出其含在許多衛生用品中的原因是“保濕潤膚的效果” 。
萃取物的其他潛在用途包含稀釋綿羊人工授精的精液、新鮮食物的防腐劑、小型農場的節水等。蘆薈種子也被提議作為生物燃料的來源。

## 毒性
加州環境健康危害評估辦公室將口服未脫色的蘆薈葉萃取物列為「已知的致癌或生殖毒性化學物質」，可能由蒽醌引起。
自2016年起，国际癌症研究机构將蘆薈全葉萃取物列為可能的人類致癌物質（2B類）。
在皮膚上使用蘆薈通常不會產生明顯的副作用。口服蘆薈具有潛在毒性，可能引起腹痛和腹瀉，進而降低藥物的吸收。

### 与处方药的相互作用
摄入芦荟产品可能会与处方药产生不良相互作用，例如用于治疗血栓、糖尿病、心脏病和降钾剂（如地高辛）以及利尿剂等的药物。

## 圖庫

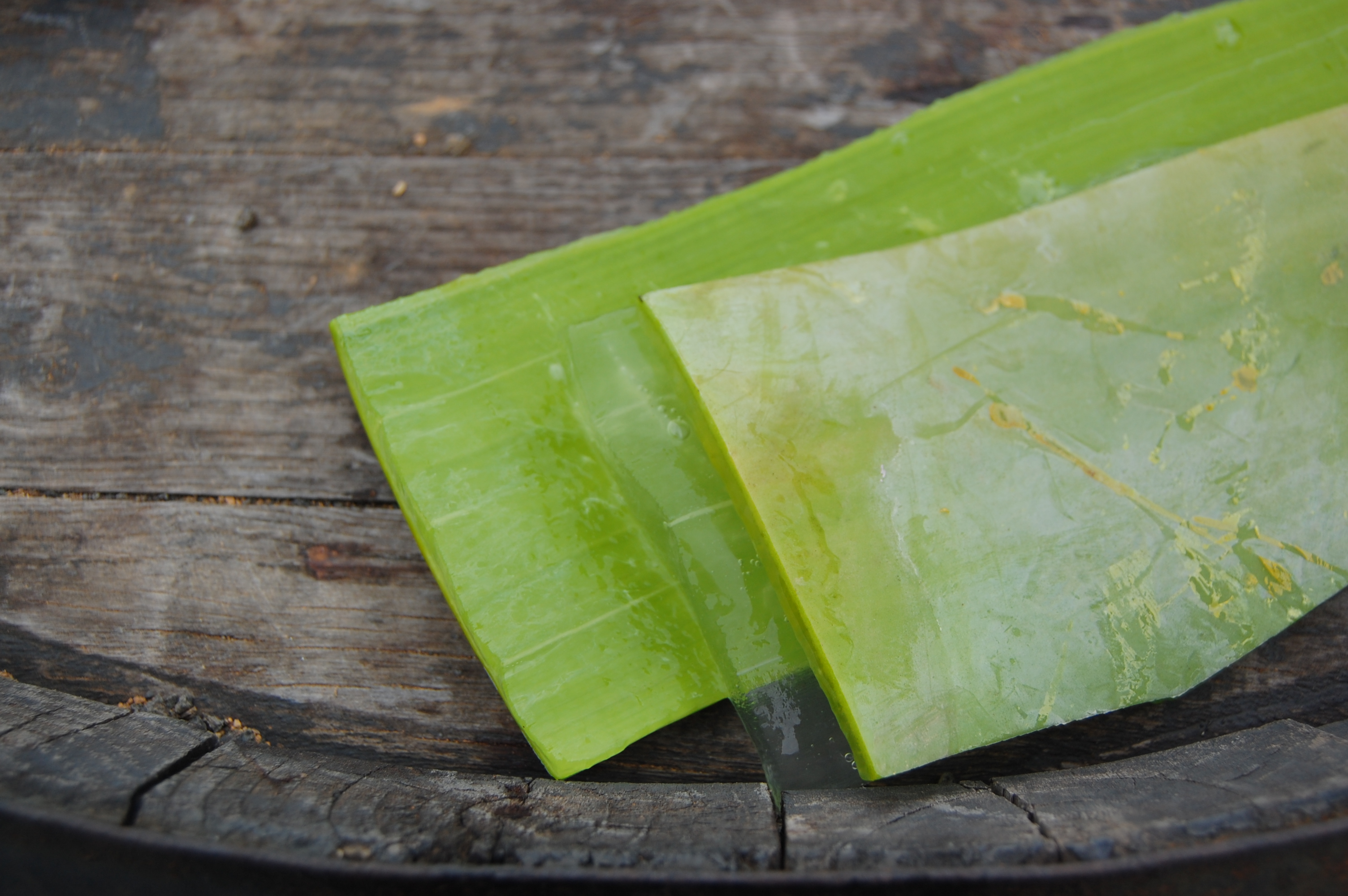
叶子和内凝胶
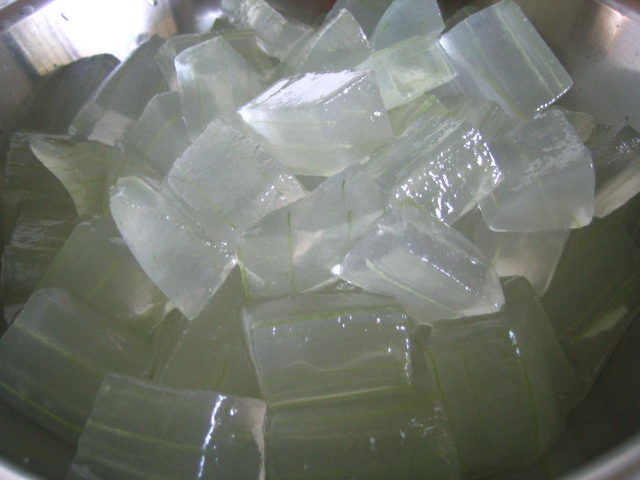
用于甜点的凝胶
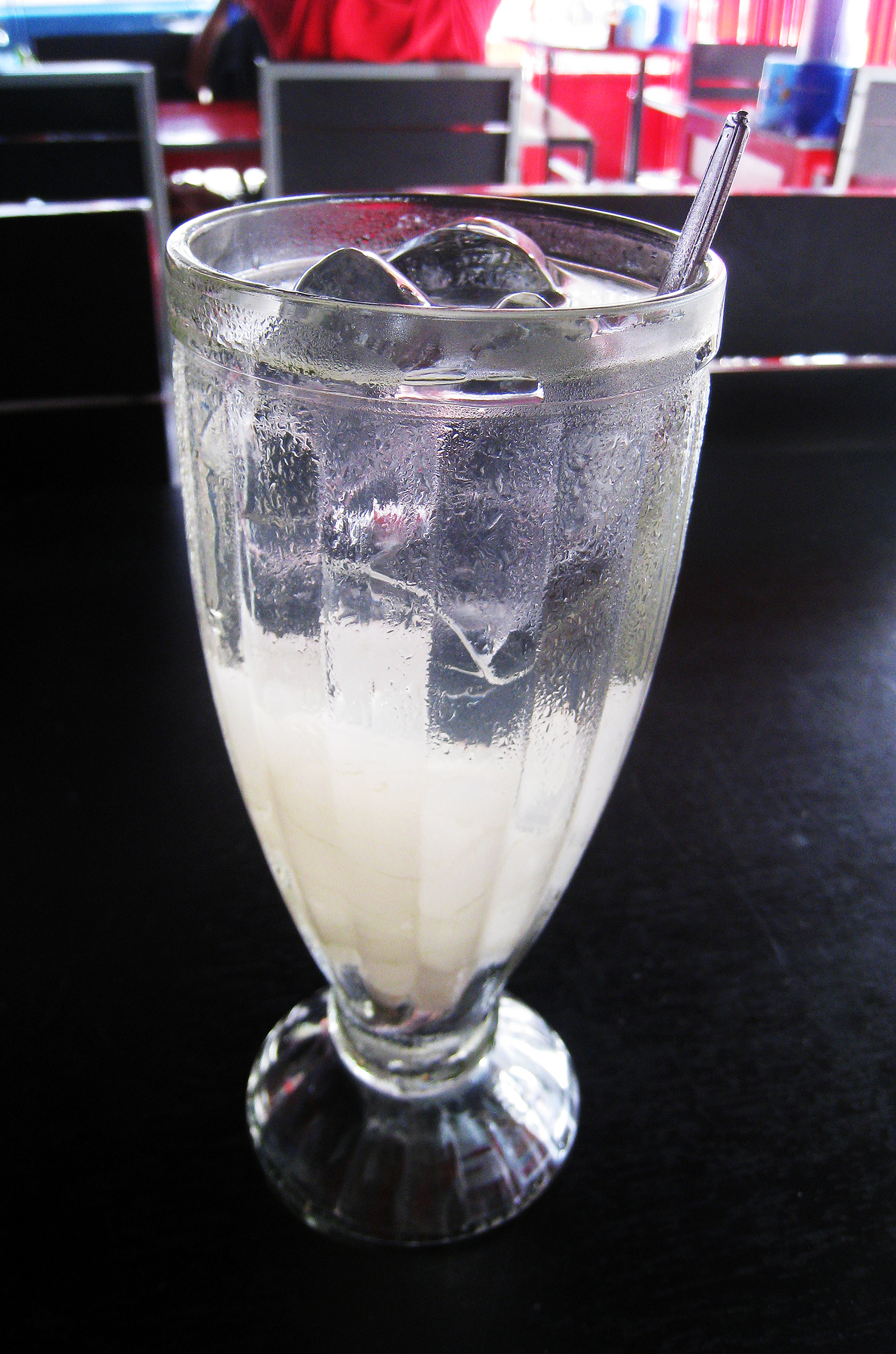
“Es litah buaya”，印度尼西亚“芦荟”冰饮
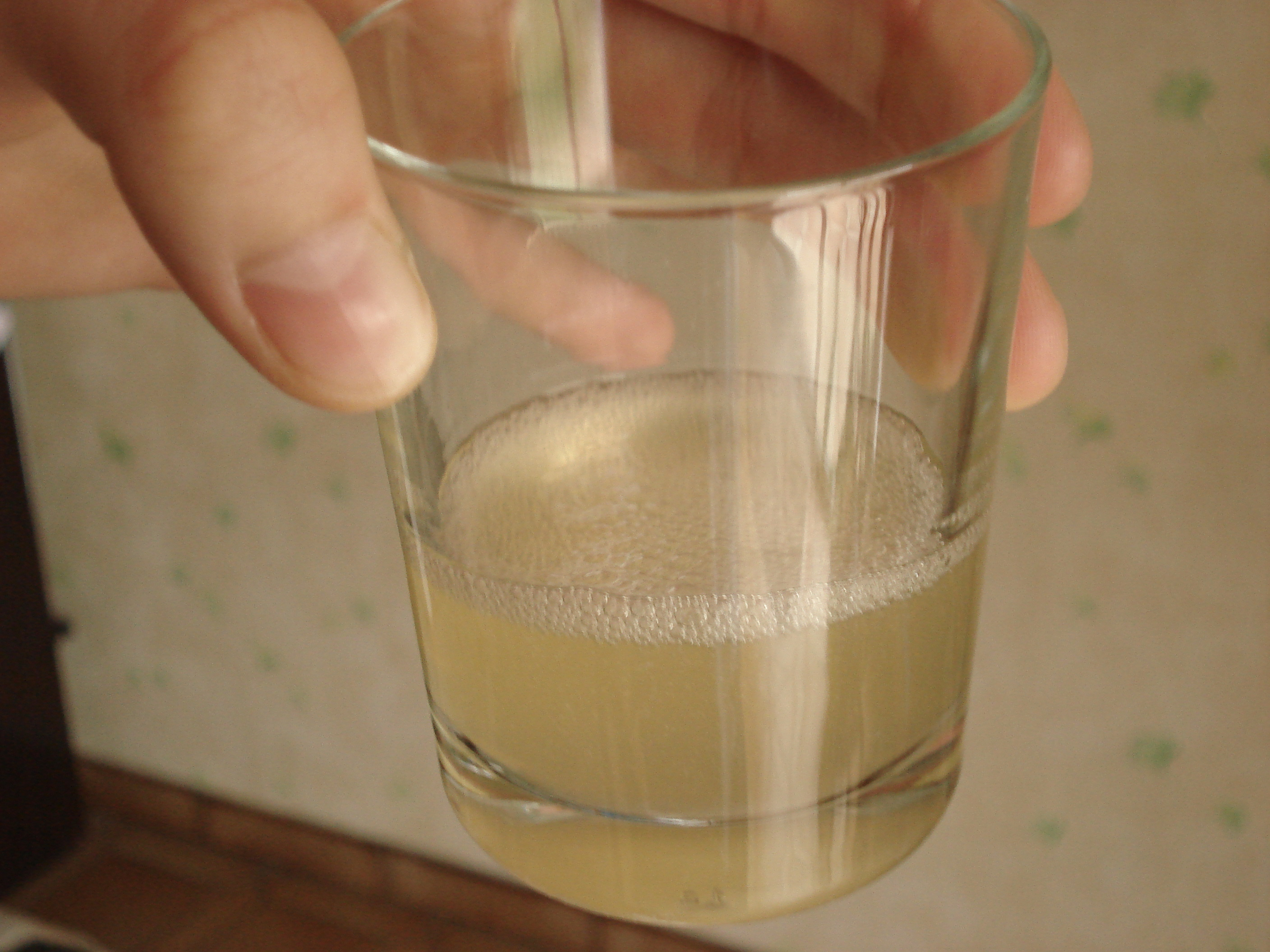
果汁
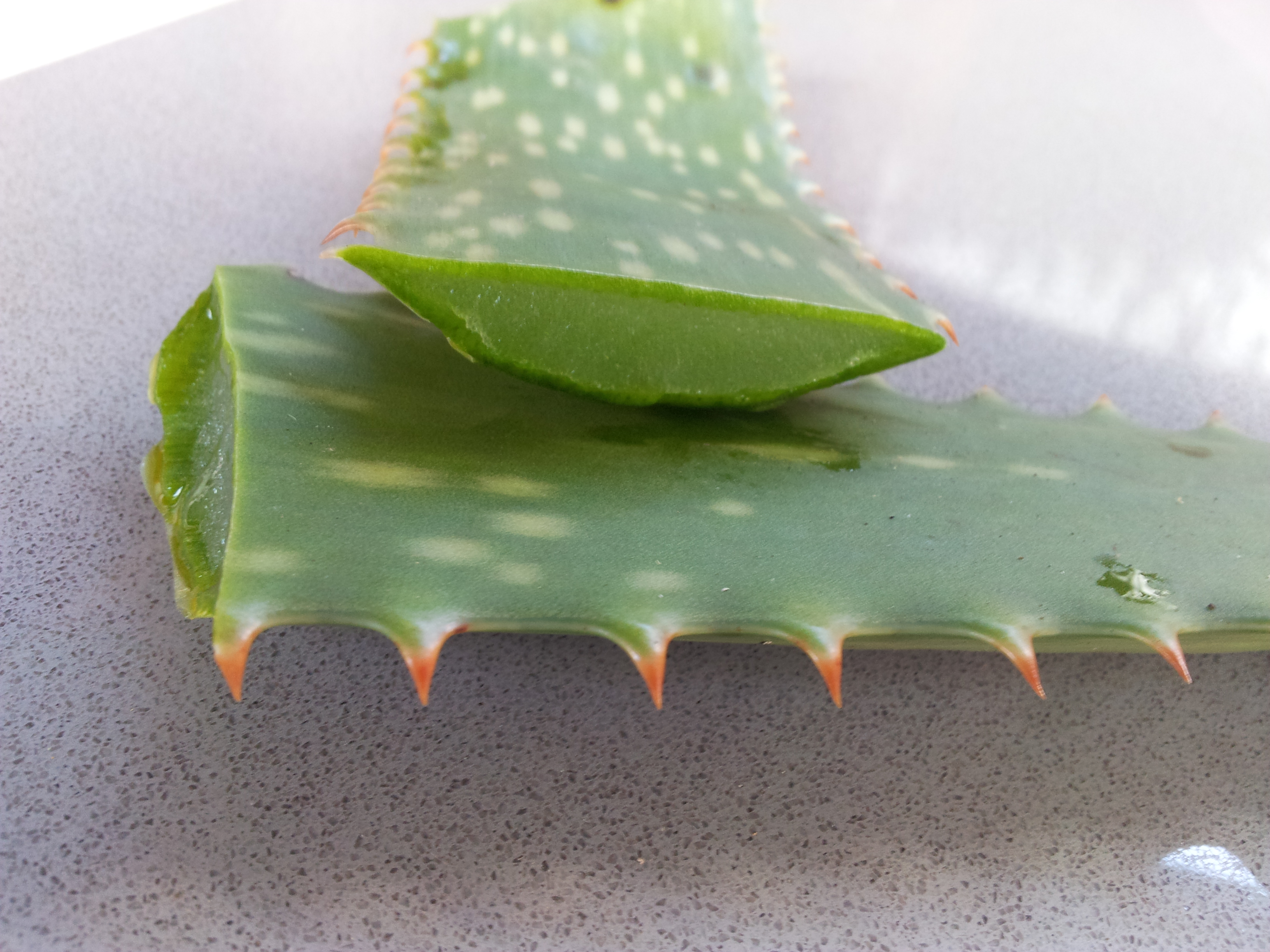
切叶
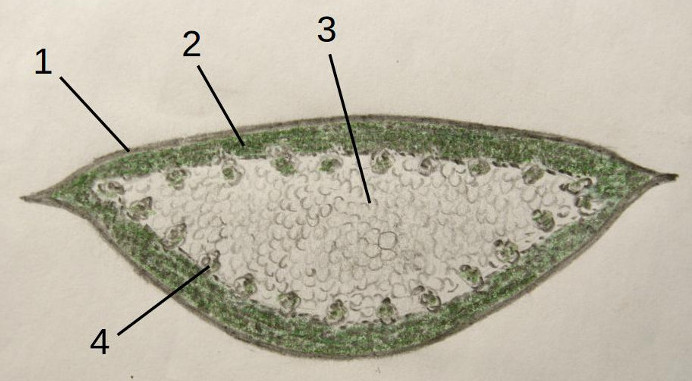
叶子图：1 角质层，2 叶绿体薄壁组织，3 内组织，4 维管束
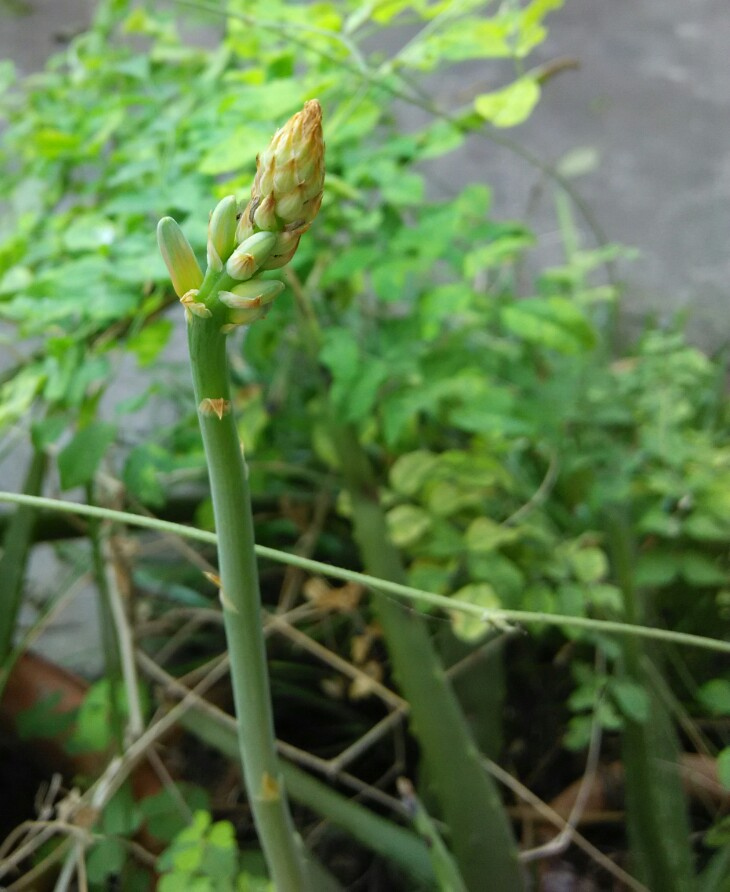
花蕾
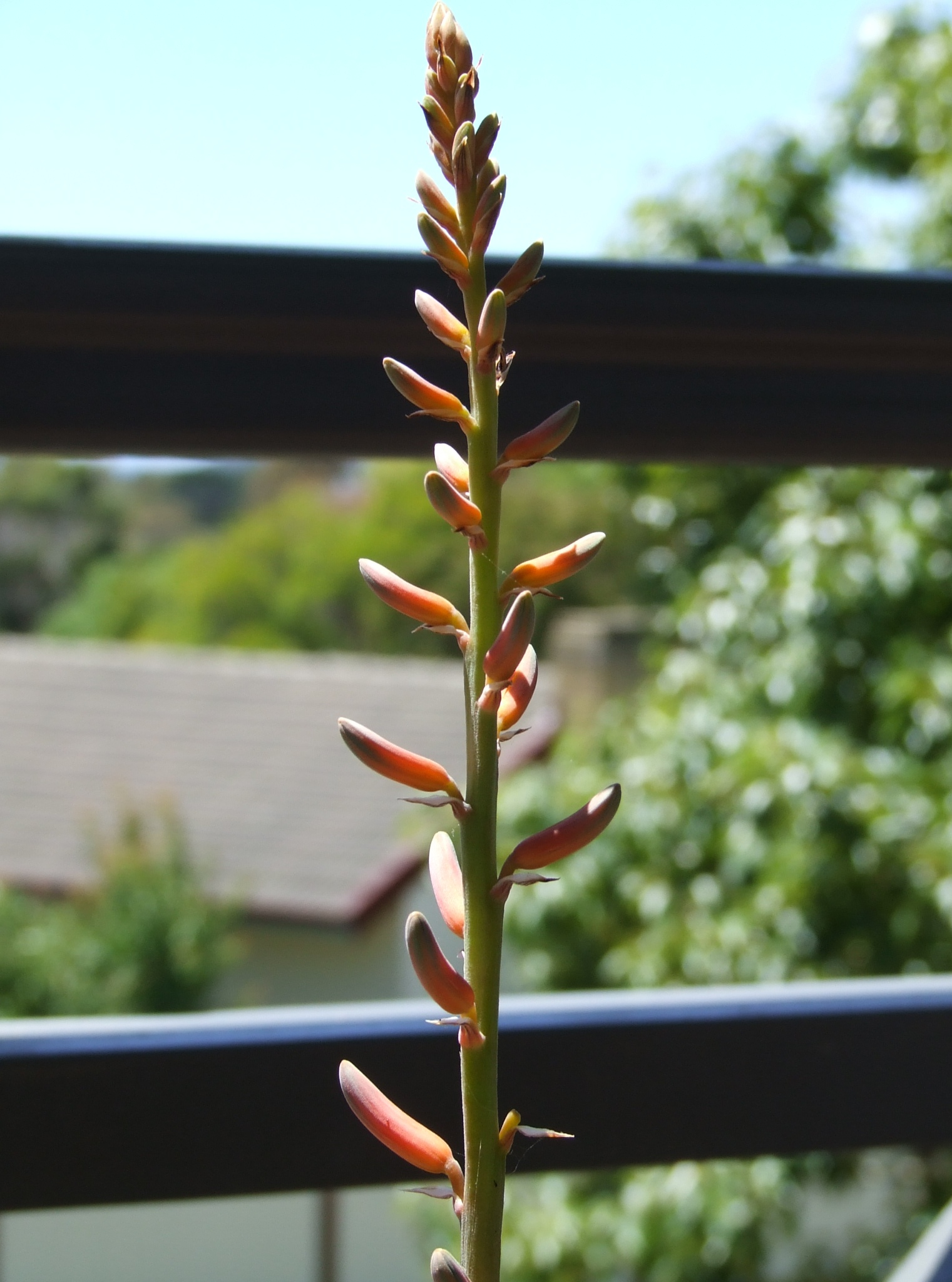
花蕾
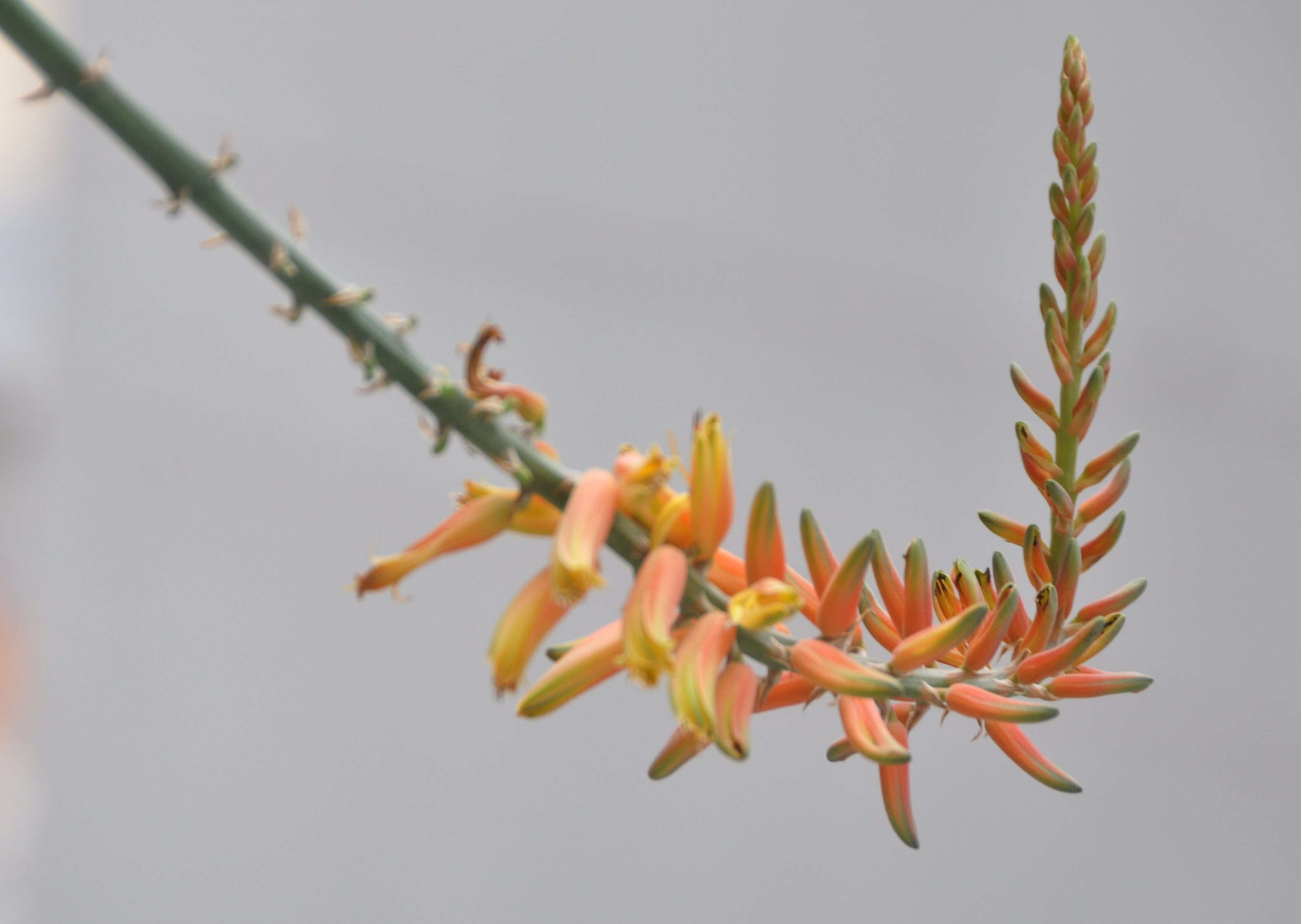
花
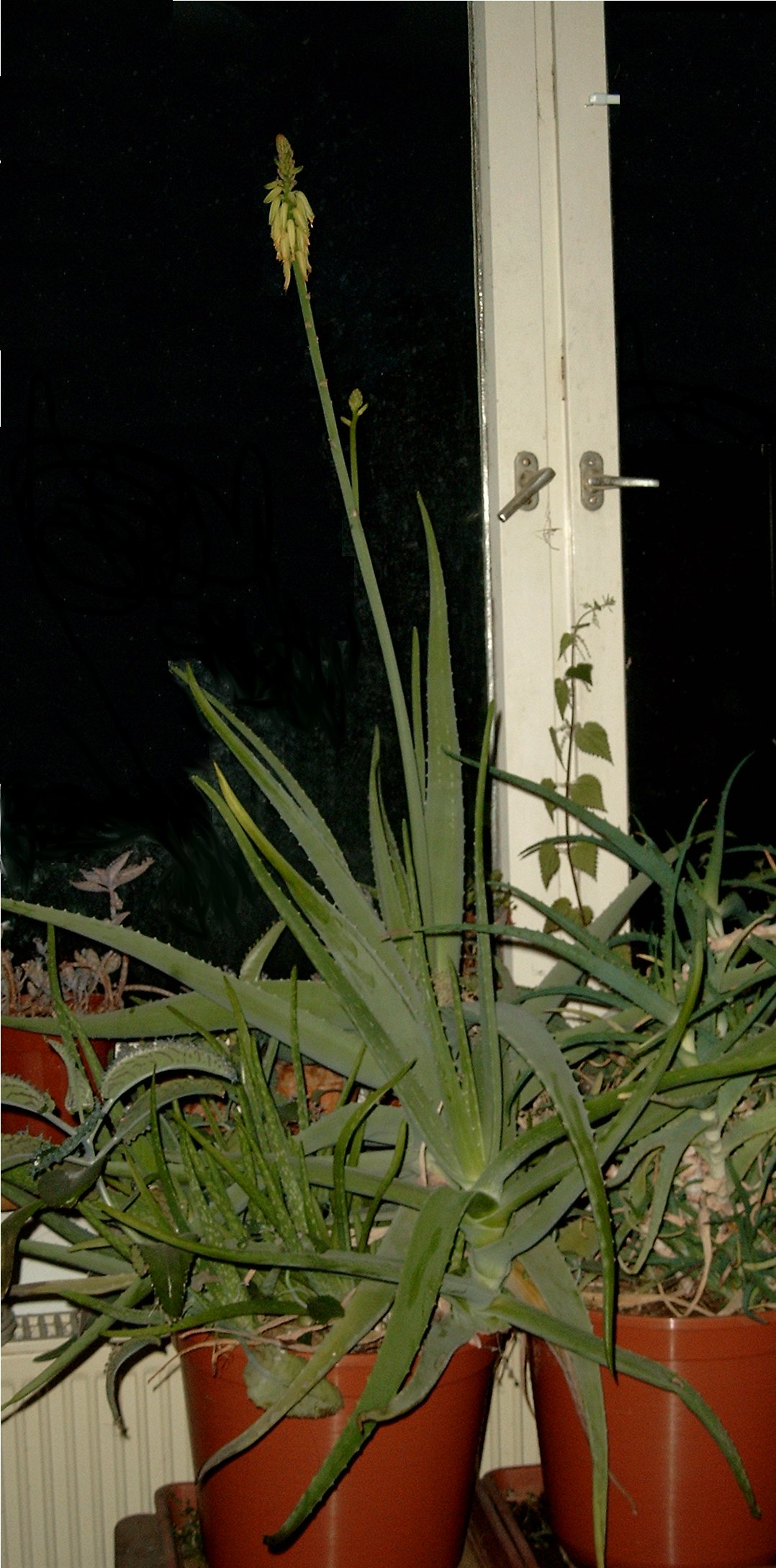
不同大小的植物
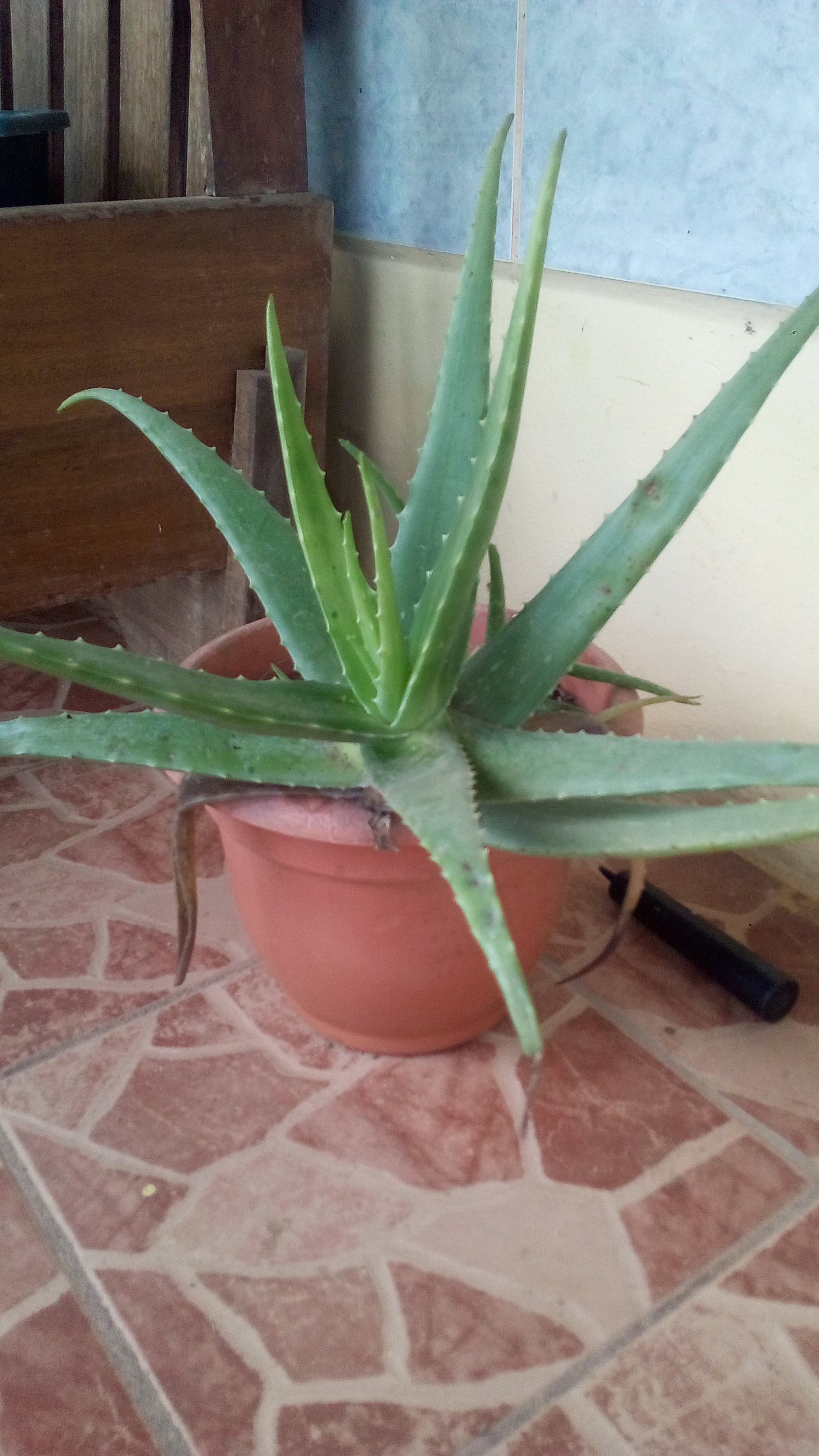
盆栽
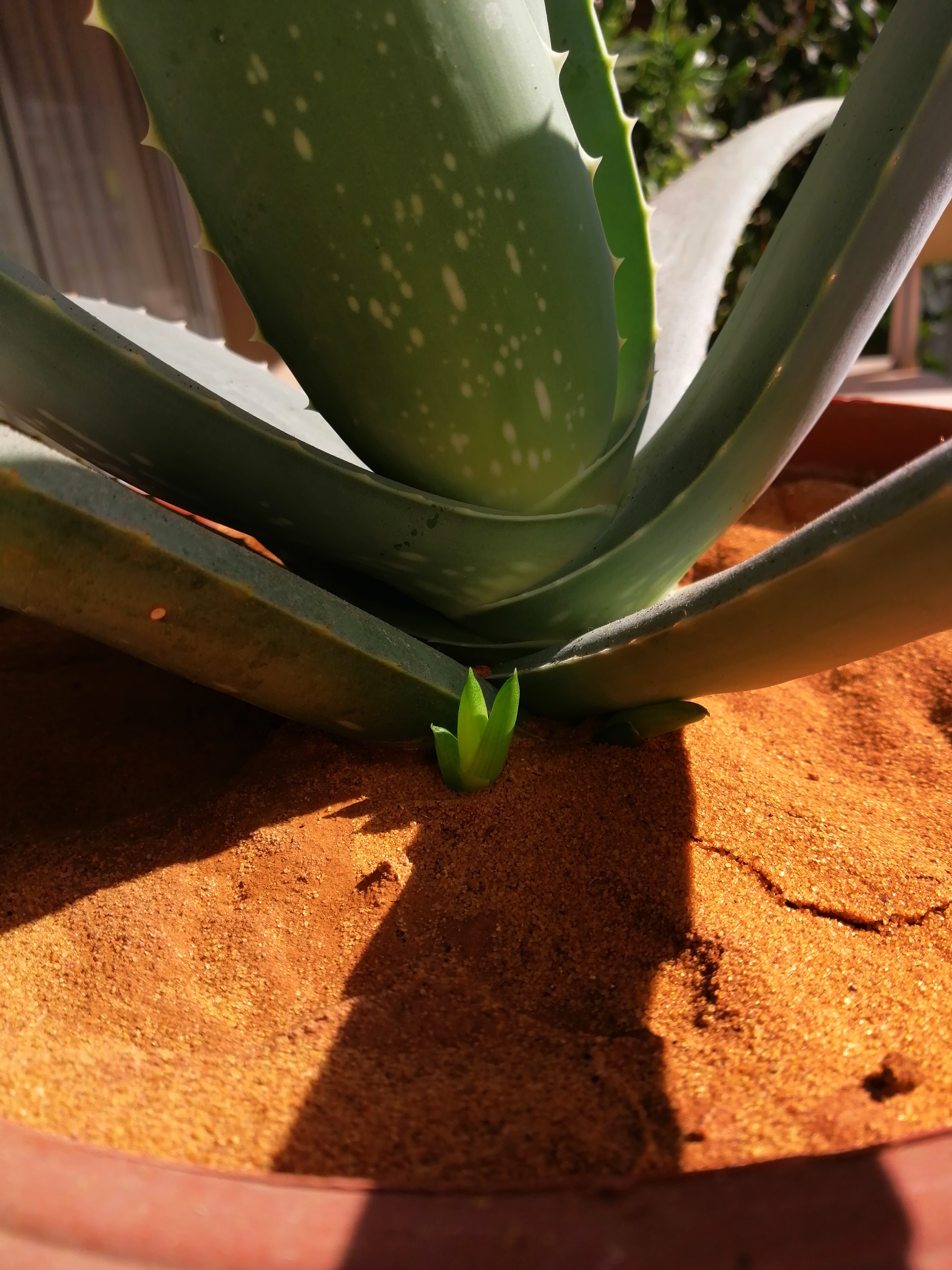
基底芽

## 另見
- 草藥醫學
- 藥用植物
- 多肉植物
- 蘭薩羅特蘆薈博物館

## 外部連結
- 庫拉索蘆薈, Kulasuoluhui （页面存档备份，存于） 藥用植物圖像數據庫 (香港浸會大學中醫藥學院) （繁體中文）（英文）
- 蘆薈 中藥材圖像數據庫  (香港浸會大學中醫藥學院) （中文）（英文）